# Bryomoia melachlora
Bryomoia melachlora là một loài bướm đêm trong họ Noctuidae.